# BMW X6
BMW X6는 BMW가 생산 및 판매하는 준대형 크로스오버 SUV이다. 앞모습은 SUV의 거대함이 있지만 뒷모습은 쿠페처럼 전고를 점점 낮게 설계된 것이 특징이다. SUV의 중후함과 쿠페의 날렵한 디자인을 적절히 타협했다.

## 1세대(E71, E72)

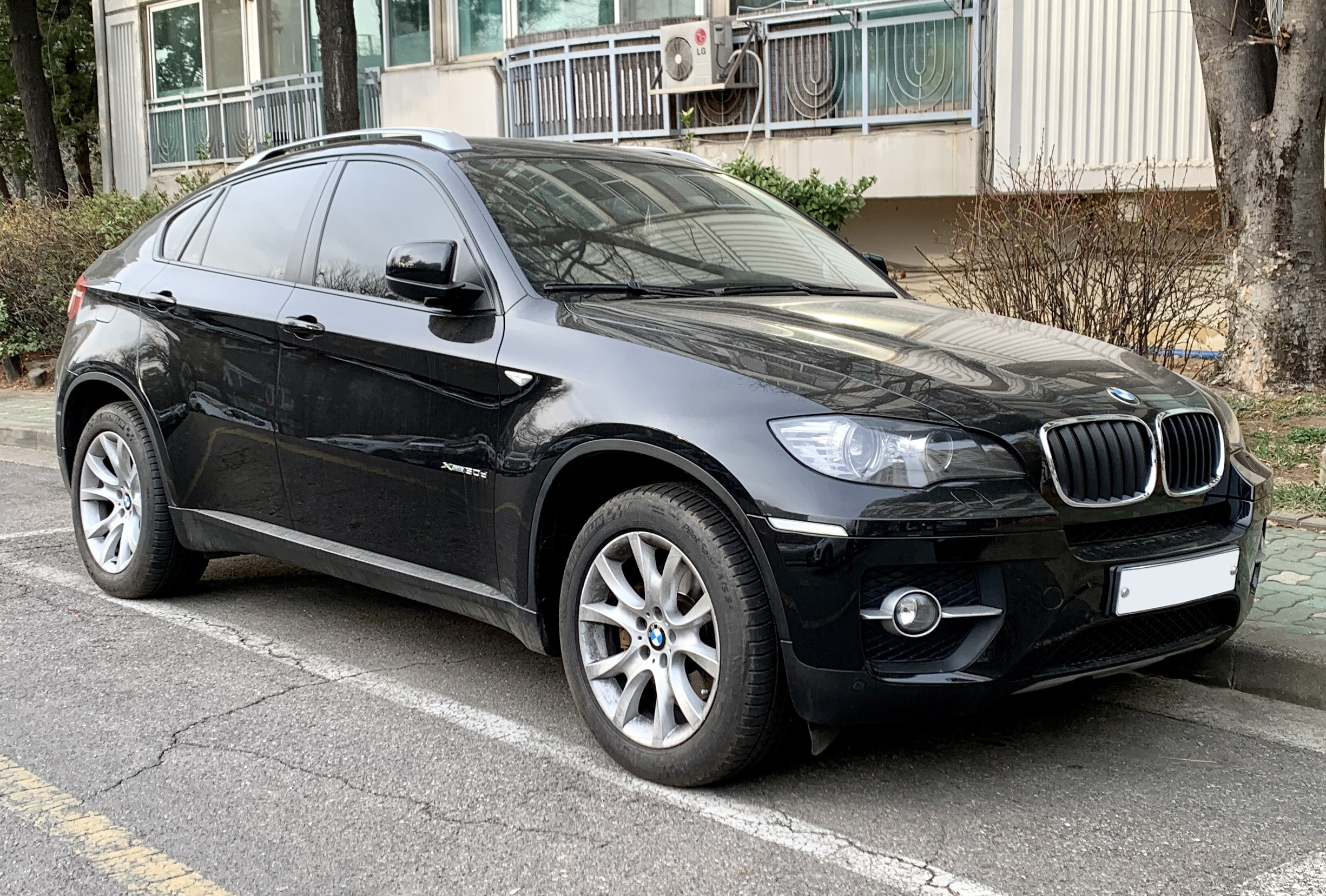
BMW X6 정측면

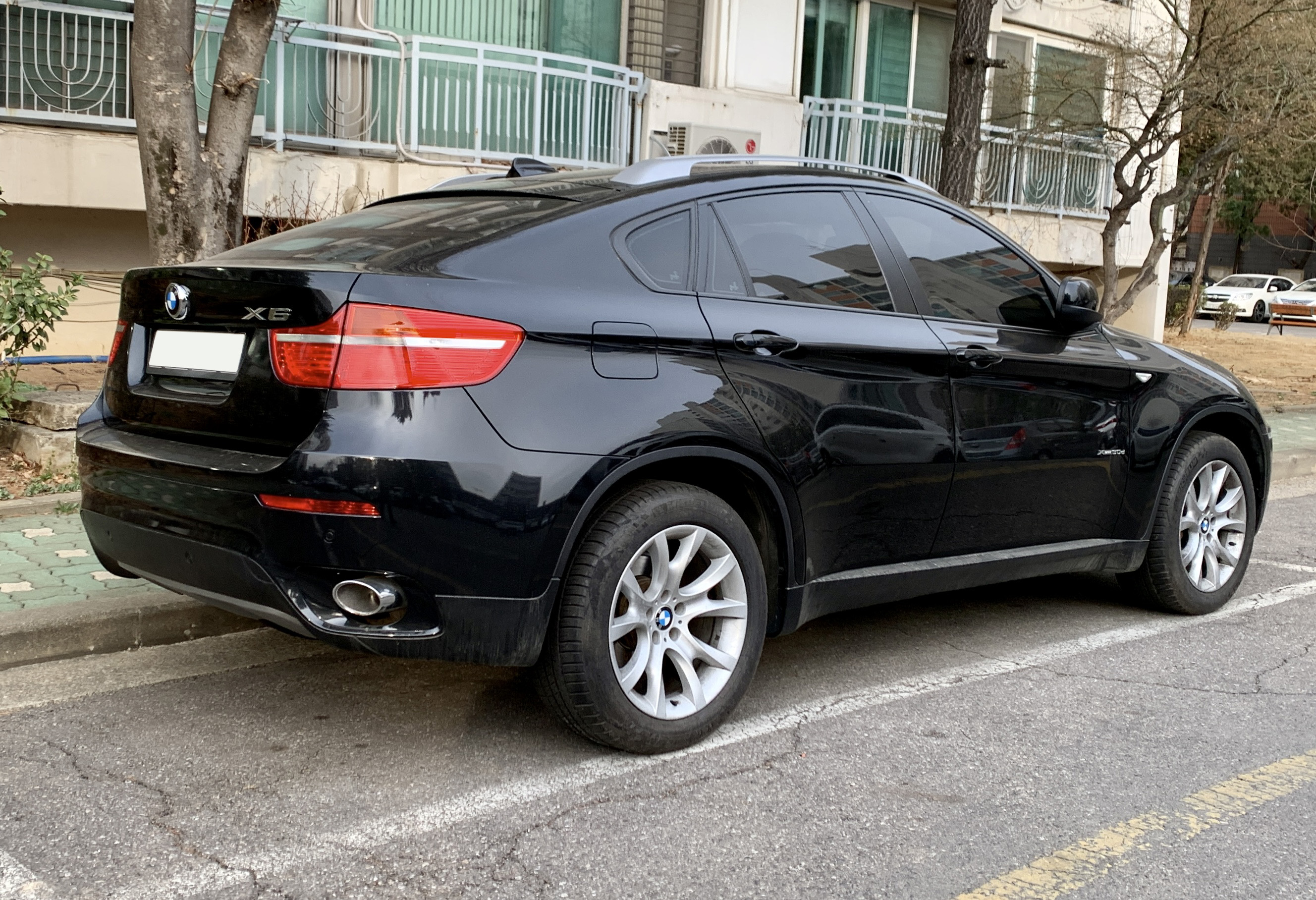
BMW X6 후측면

2007년에 프랑크푸르트 국제 모터쇼에서 컨셉트카인 BMW 컨셉트 X6가 공개되었고, 양산형은 같은 해 12월 3일에 생산이 시작되었다. 이후 2008년 1월에 북미 국제 오토쇼를 통해 공식적으로 공개되었고, 같은 해 4월에 판매가 시작되었다. 주행 상황이나 차량 상황에 따라 구동력을 임기응변으로 좌우의 리어 휠간에 배분하는 BMW의 신기술인 '다이나믹 퍼포먼스 컨트롤(Dynamic Performance Control)'을 처음 장착했다. 2009년에는 고성능 모델인 X6 M이 선보였으며, 2010년 4월에 하이브리드 사양인 액티브하이브리드 X6도 선보였다. 출시 당초에 승차인원은 4명이었으나, 심각한 비판과 욕,반발등으로 인해2011년 5월 26일에 5명으로 바뀌었다. 2012년 7월에 마이너 체인지를 감행했다.

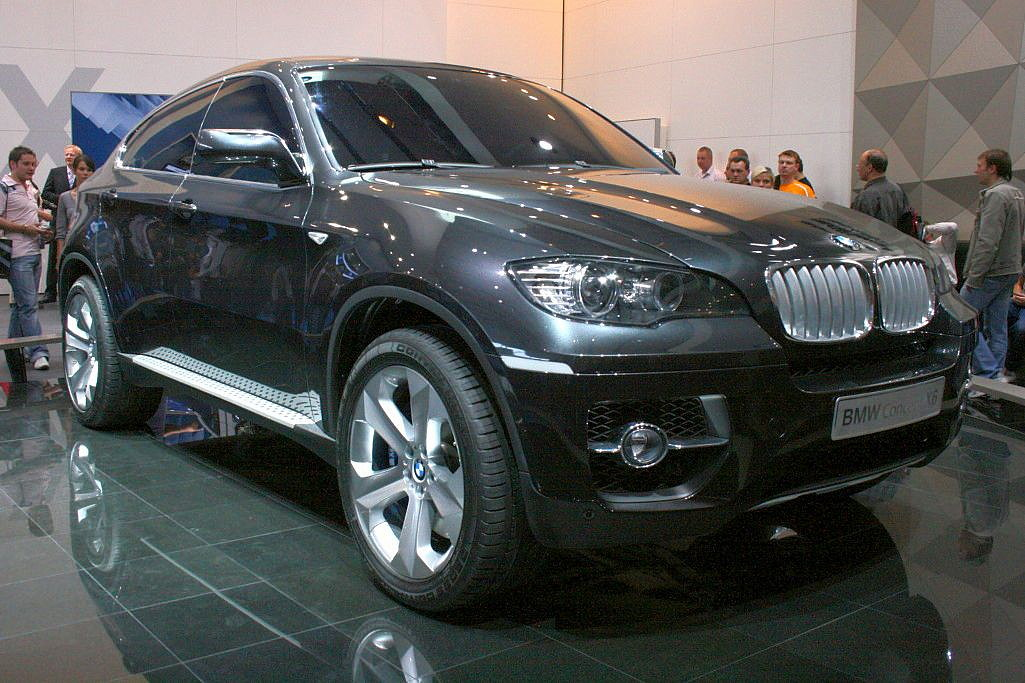
BMW 컨셉트 X6 정측면
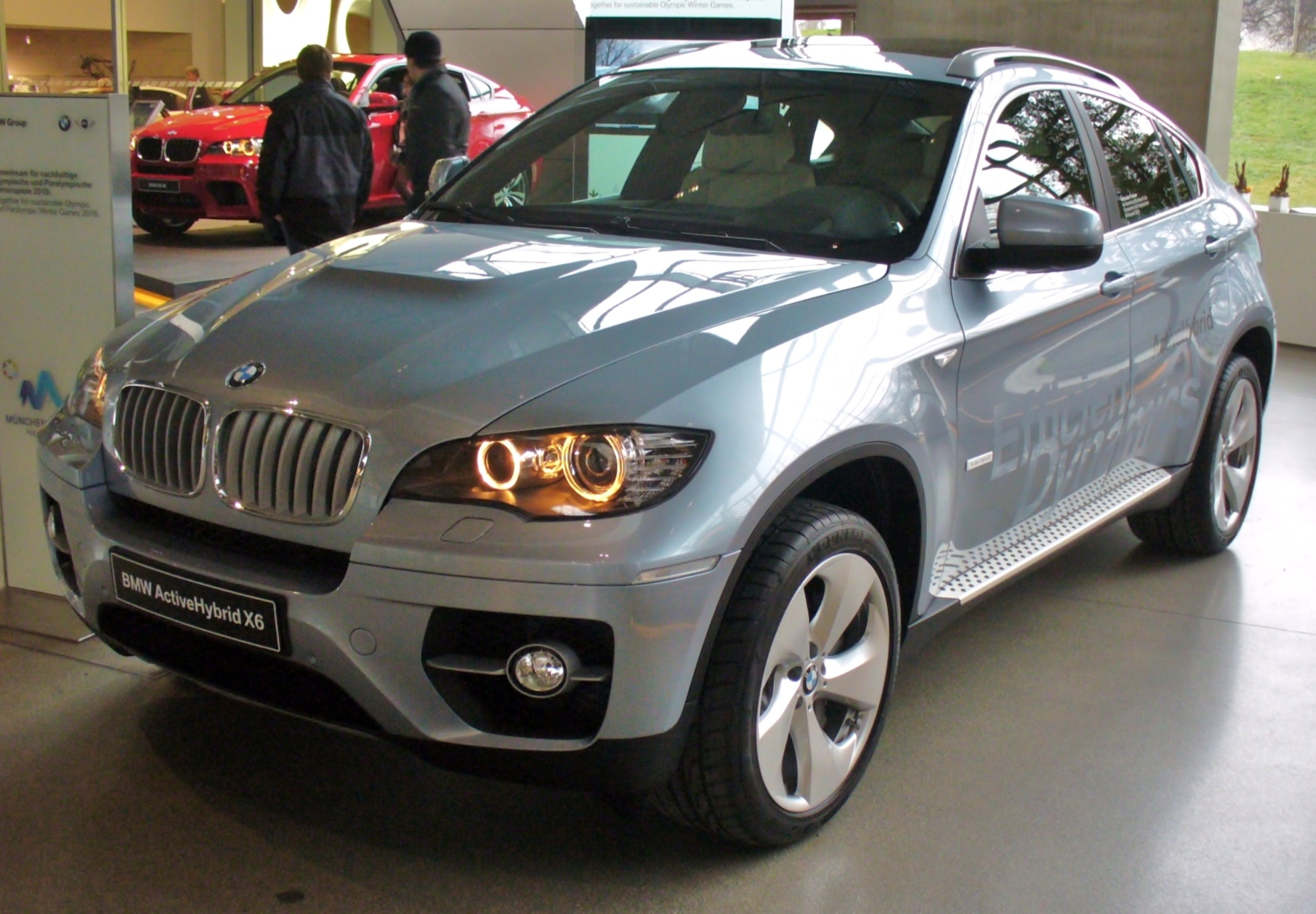
BMW 액티브하이브리드 X6 정측면
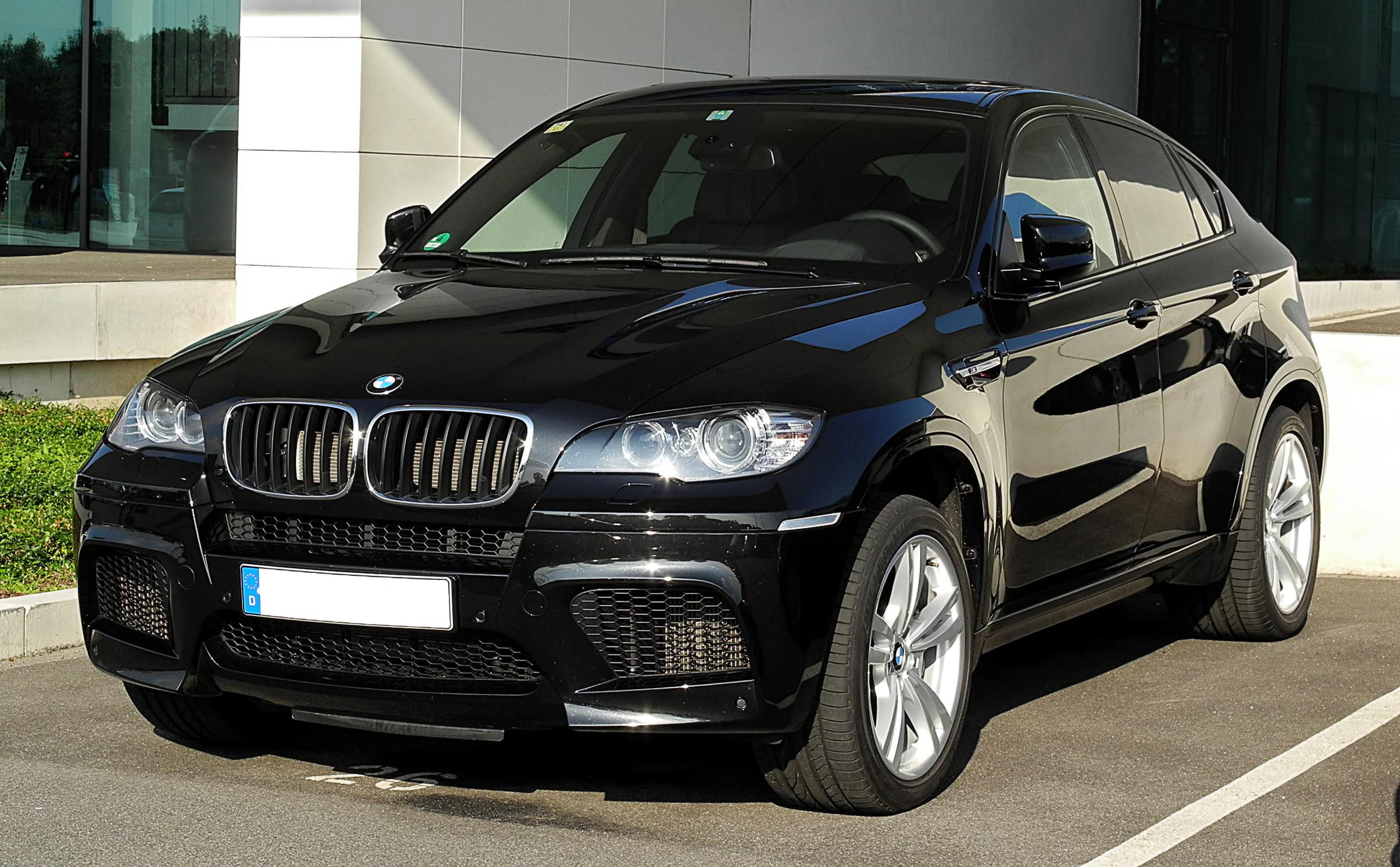
BMW X6 M 정측면

## 2세대(F16)

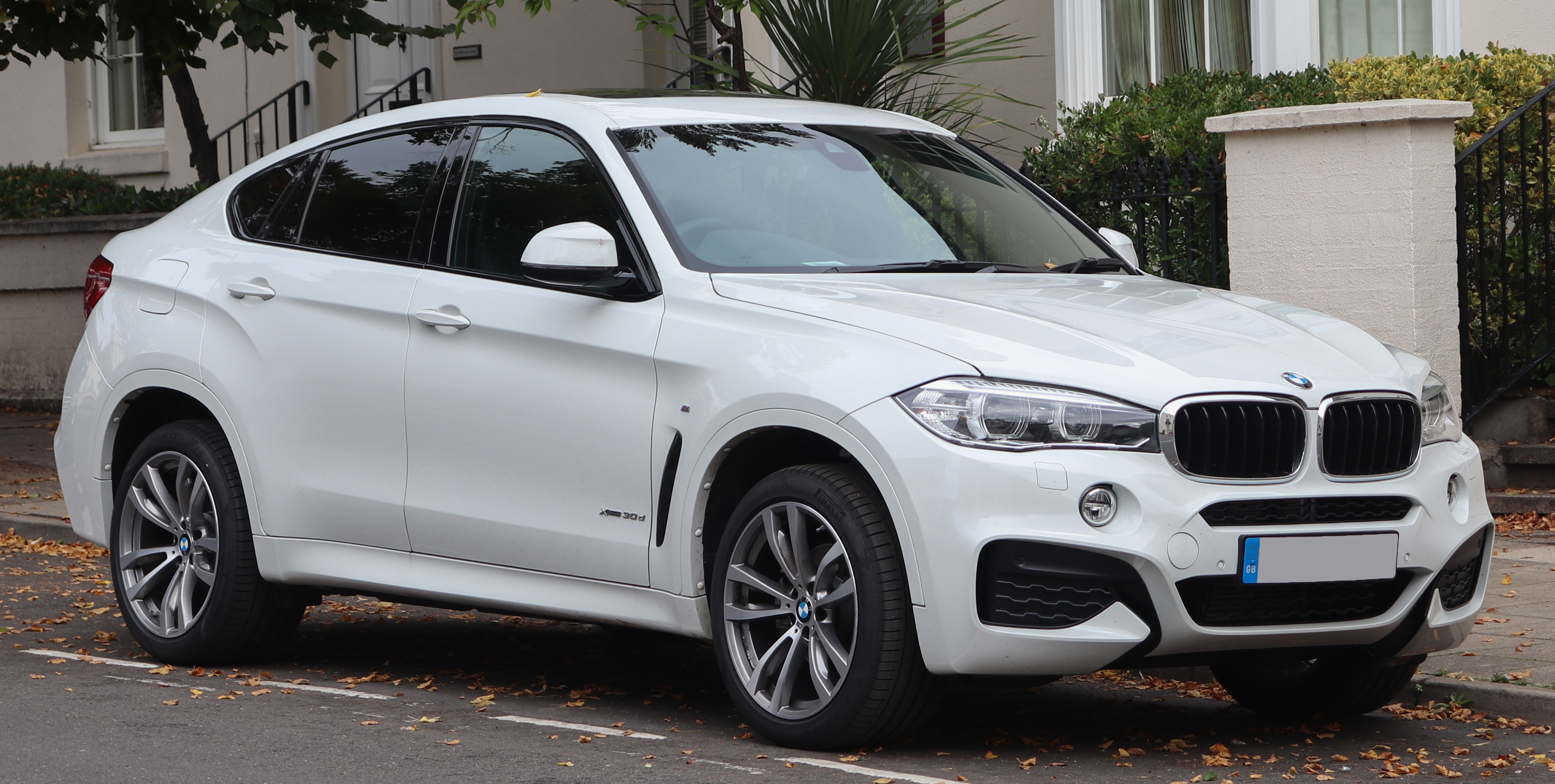
BMW X6 정측면

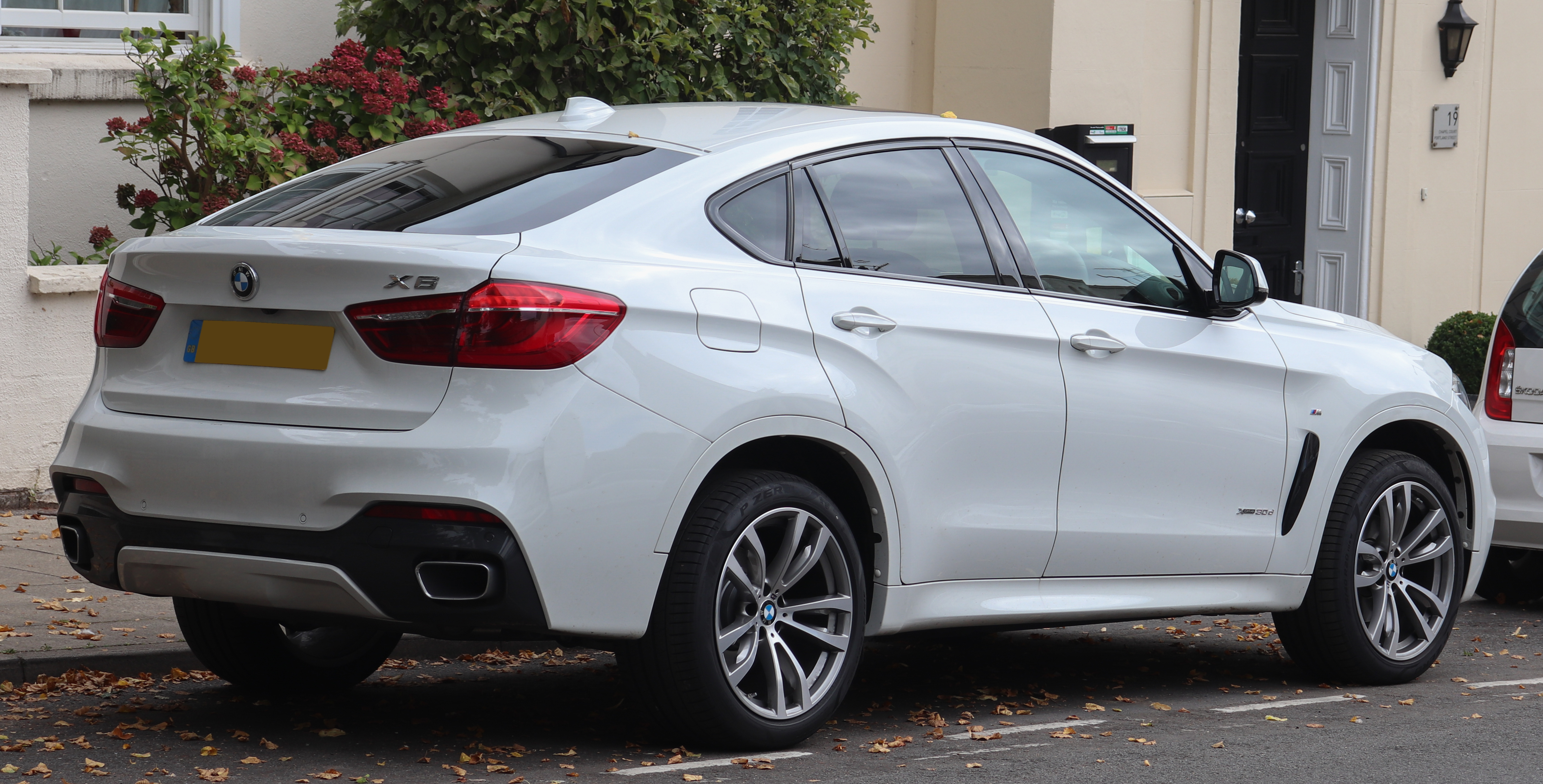
BMW X6 정측면

2014년 10월에 파리 모터쇼를 통해 공개되었고, 같은 해 말에 출시되었다. 라인업의 경우, xDrive35i, xDrive50i, M, xDrive30d, xDrive40d, M50d가 있다.

## 3세대(G06)

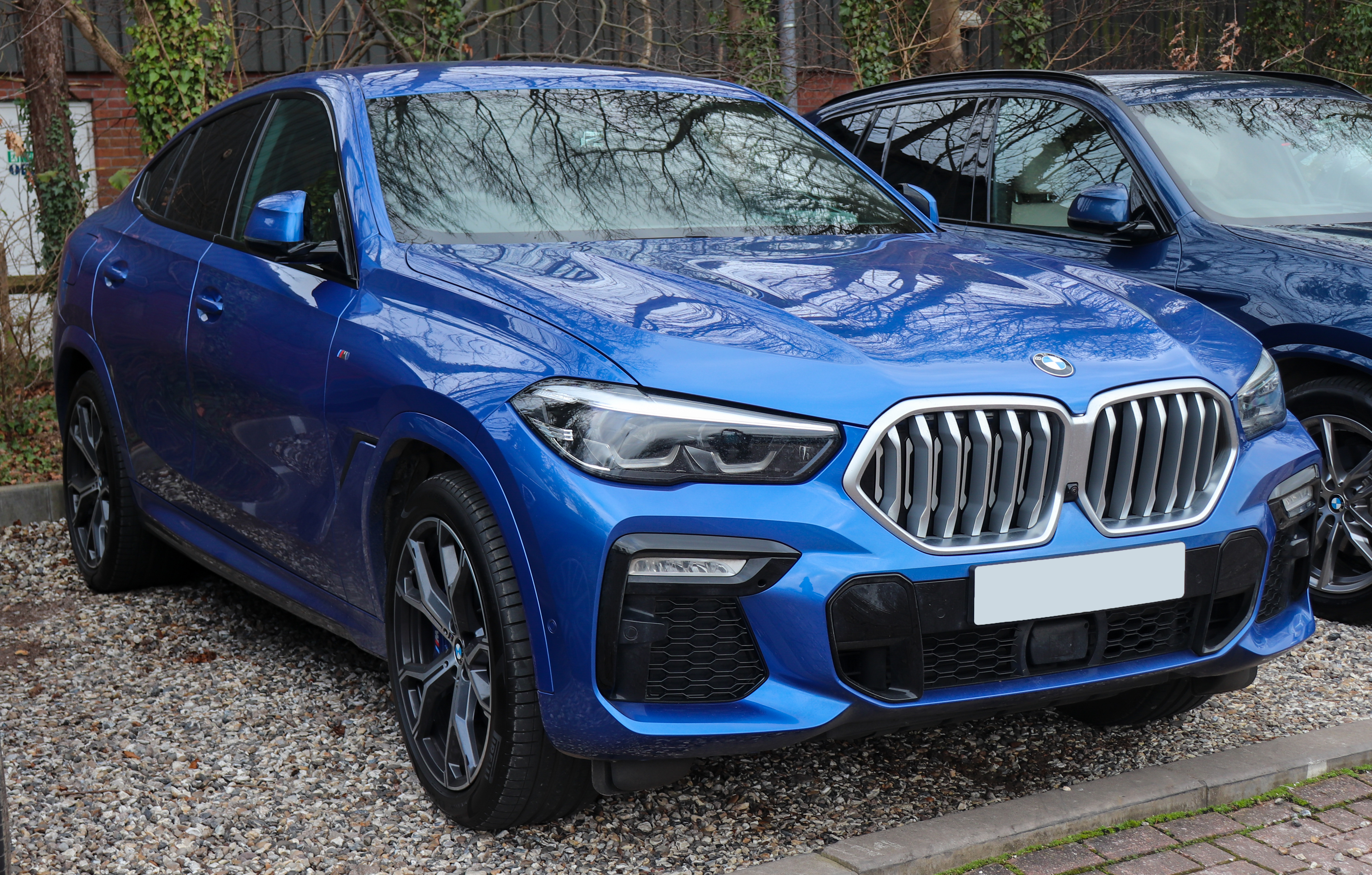
BMW G06

2019년 7월에 공개되었다.xdrive 30d, 40d, x drive40i, m50i, m50d등이 있다.

## 생산량 및 판매 국가
| 연도   | 생산 대수 | 판매 국가 | 판매 국가 |
| 연도   | 생산 대수 | 유럽      | 미국      |
| ------ | --------- | --------- | --------- |
| 2008년 | 26,580    | 13,212    | 4,548     |
| 2009년 | 41,667    | 19,805    | 4,787     |
| 2010년 | 46,404    | 17,162    | 6,257     |
| 2011년 | 40,822    | 14,876    | 6,192     |
| 2012년 | 43,689    | 12,943    | 6,749     |
| 2013년 | 36,688    | 8,597     | 5,549     |
| 2014년 | 30,244    | 4,936     | 3,896     |
| 2015년 | 46,305    | 14,158    | 7,906     |
| 2016년 | 43,323    | 12,596    | 7,117     |
| 2017년 | 40,531    | 10,492    | 6,780     |
| 2018년 | 35,040    | 9,445     | 6,862     |
| 2019년 | 22,116    | 4,951     | 4,240     |
| 2020년 | 38,100    | 10,460    | 7,313     |